# 野狐嶺戰役
野狐嶺戰役是蒙金戰爭初期起關鍵作用，決定「蒙起金衰」的會戰。它发生於陸游死后的第二年也就是1211年八月（金國衛紹王大安三年，成吉思汗在位第六年），地点在野狐嶺（今河北省萬全縣）。在这場大型會戰及之后1213年懷來戰役中，金國連連挫敗，導致金國內部發生弒君政變，加速了金國的滅亡。野狐嶺戰役也是世界軍事史上以少勝多（金兵50餘萬，蒙軍10萬）典範作戰。

## 背景
1206年鐵木真一統蒙古各部，受封號為成吉思汗，為擴張勢力與增加財富，立即面臨強大金國的威脅攻擊，雙方開始處於劍拔弩張緊張態勢；金國在長久「分化草原各部」為成吉思汗反抗策略失效後，也積極備戰，決意自隱身幕後操縱改採軍事行动，意圖一舉消滅新起之蒙古；自金章宗時代起，已沿蒙金邊界陸續開挖長達300公里之困馬溝「界壕」。
成吉思汗則先行在1204年收服為金國看守北大门的汪古部，並將女兒嫁給汪古部可汗子聯姻，佔領陰山以北囤積軍事物資，作為攻金之主軍事基地；並對金國招降納叛予以有效收買；當政之衛紹王則疏於愚昧漸增蒙、金邊境戰事，自恃金國帶甲雄兵百萬(實則不足)耽於太平，亦給慣戰蒙古用兵之念。
1210年陸游去世，第二年也就是1211年初起，成吉思汗以「報父祖之仇」(鐵木真祖先俺巴孩汗于1146年遭到金國奸細唆使塔塔尔人將俺巴孩汗押到金國被殘忍的金熙宗活活的被釘死在木驢之上)之名，傾蒙古全國兵力不足十萬，兵分兩路朝金國西境形同「自殺式」大軍攻至；初接戰蒙軍勢如破竹，金邊兵連連敗退至野狐嶺，敗兵集結金國王牌「中央軍」40萬共近50萬列隊佈陣，由丞相親自押軍迎戰。

## 過程
- 烏沙堡之戰

金丞相獨吉思忠率領金軍主力前往西北前線，組織75萬人工加固界壕300公里，目的想阻止蒙古人南下。結果成吉思汗讓三子窝阔台分兵攻打西京(今山西大同市)對金軍進行牽制，自己親率主力攻打烏沙堡，並佔領烏月營，從而摧毀了金軍防線；此階段為三月~六月底戰事，之後蒙古休兵一個月，挺向野狐嶺並與金國特使談判。
- 獾兒嘴之戰

金大將完顏承裕接替獨吉思忠為丞相後，率30萬主力放棄恆州(今内蒙古藍旗四郎城)、昌州(今沽源縣九連城鄉北3公里處)，撫州(今張北)三州退守野狐嶺，目的利用山地地形遏制蒙古軍隊的騎兵優勢。
金國派出石抹明安（契丹族）向成吉思汗談判，成吉思汗收買石抹明安投降，石抹明安叛降向成吉思汗，並提供成吉思汗金軍佈兵情報;
又一次採取集中突破戰術，命令木華黎率八魯營自獾兒嘴通道發起突擊，戰鬥發起前，木華黎向成吉思汗立誓：「不破金軍，不生返！」士氣激昂大漲；此役，木華黎亲自带头冲锋，蒙古軍隊因地勢全部下馬步戰，但仍憑藉高昂的鬥志和銳氣殺敗金軍，且木戰前運用重刑犯釋放當前鋒帶罪立功，直逼完顏承裕中軍大營。結果金軍由於過於分散聯絡調度不利，人心渙散，全軍潰逃，指揮官完顏九斤殉國。30萬主力就此瓦解。
- 澮河堡之戰

完顏承裕在敗逃過程中集結了數萬殘軍，但尚未喘息就在澮河堡遭遇追擊而至的蒙古軍，蒙古軍隊迅速包圍了金軍，在激戰3天後，成吉思汗親率精騎3000突擊，隨後數萬蒙古軍發動總攻，金軍全軍覆亡，完顏承裕隻身逃走；丞相職被撤換，換上多謀著稱的文人徒单镒為蒙金戰爭時的第三任丞相，終於止住金國頹敗。